# Ordnungsbehördengesetz (Nordrhein-Westfalen)
Im Ordnungsbehördengesetz (OBG) sind die Aufgaben, Organisation und Befugnisse der Ordnungsbehörden in Nordrhein-Westfalen geregelt.
Es beschreibt darüber hinaus den Aufbau der Ordnungsbehörden in Nordrhein-Westfalen von ihrer Hierarchie her und definiert, wer sich hinter den Ordnungsbehörden verbirgt (z. B. eine bestimmte Bezirksregierung oder der Bürgermeister einer bestimmten Gemeinde). Unterschieden werden im OBG örtliche Ordnungsbehörden, Kreisordnungsbehörden, Landesordnungsbehörden und Sonderordnungsbehörden. Das OBG ist Teil der Regelungen des allgemeinen Ordnungsrechts und damit Bestandteil des Rechts der Gefahrenabwehr und des öffentlichen Rechts.

## Aufgaben
Die Aufgaben der Ordnungsbehörden in Nordrhein-Westfalen bestehen in erster Linie in der Abwehr von Gefahren für die öffentliche Sicherheit oder Ordnung (Gefahrenabwehr). Damit obliegen den Ordnungsbehörden grundsätzlich die gleichen Aufgaben, wie der Polizei des Landes NRW, die ebenfalls insbesondere für die Gefahrenabwehr zuständig ist. Diese, vom Gesetzgeber bewusst gewählte Zuständigkeit zweier Behördenzweige soll eine möglichst effiziente Gefahrenabwehr in jeder Situation und zu jeder Zeit gewährleisten.

## Gesetzliche Grundlagen für Eingriffe
Die Ordnungsbehörden gehören zum Bereich der Eingriffsverwaltung. Da sich ihr Handeln für den Bürger i. d. R. belastend darstellt, bedürfen Handlungen der Ordnungsbehörden aus verfassungsrechtlichen Gründen stets einer formell-gesetzlichen Ermächtigungsgrundlage (Grundsatz des Vorbehalts des Gesetzes). Das OBG beinhaltet hierzu als Generalermächtigung zur Gefahrenabwehr den § 14 OBG, der die Voraussetzungen des Eingreifens durch die Ordnungsbehörden regelt.
Danach können Ordnungsbehörden die notwendigen Maßnahmen treffen, um eine im Einzelfall bestehende Gefahr für die öffentliche Sicherheit oder Ordnung abzuwehren. Dies gilt auch für den Fall, dass bereits ein Schaden eingetreten ist. Solche Maßnahmen werden i. d. R. durch Ordnungsverfügungen erlassen.
Daneben existiert in § 27 OBG die Möglichkeit für die Ordnungsbehörden zum Erlass ordnungsbehördlicher Verordnungen zur Abwehr von Gefahren für die öffentliche Sicherheit oder Ordnung. Diese ordnungsbehördlichen Verordnungen wirken als materielle Gesetze im Gegensatz zur Ordnungsverfügung auf die Allgemeinheit und nicht auf eine bestimmte Person oder einen bestimmten Personenkreis und einem einzelnen Fall.

## Opportunitätsprinzip und Verhältnismäßigkeitsgrundsatz im OBG
Wie im gesamten Polizei- und Ordnungsrecht, so spielt auch bei der Ausführung des OBG das Opportunitätsprinzip für die handelnden Behörden eine entscheidende Rolle. Das Opportunitätsprinzip, das insbesondere in den §§ 14 und 16 OBG normiert ist, beinhaltet das Recht der Ordnungsbehörde, selbst darüber zu entscheiden, ob sie in einem bestimmten Fall tätig wird oder nicht. Gleichwohl ist sie bei diesem Entschließungsermessen nicht vollkommen frei, sodass willkürliche Entscheidungen rechtlich ausgeschlossen sind. Ebenso nimmt gerade auch der Verhältnismäßigkeitsgrundsatz im OBG eine herausragende Stellung ein; ist er doch einer der wichtigsten Ausprägungen des im Grundgesetz verankerten Rechtsstaatsprinzips. Dieser verlangt von der zuständigen Behörde, dass diese ihre Entscheidungen stets daran misst, dass eine getroffene Maßnahme nicht zu einem Nachteil führt, der zu dem erstrebten Erfolg erkennbar außer Verhältnis steht. Mithin muss die Entscheidung stets verhältnismäßig sein und die wechselseitigen Interessen, etwa eines Betroffenen Bürgers, aber auch der Öffentlichkeit, des Staates oder der Behörde angemessen berücksichtigen.

## Inanspruchnahme von Personen
Wird eine Ordnungsbehörde im Rahmen der Gefahrenabwehr tätig, nimmt sie nicht selten dafür andere in Anspruch, indem sie etwa einen bestimmten Bürger dazu verpflichtet, z. B. seinen bissigen Hund anzuleinen oder einen morschen Baum, der droht umzustürzen, zu fällen. Diese Inanspruchnahme ist ebenfalls an rechtliche Vorgaben geknüpft, die sich in den §§ 17 bis 19 OBG befinden. Im Regelfall wird die Ordnungsbehörde dabei versuchen, denjenigen in Anspruch zu nehmen, der die Gefahr verursacht hat (Handlungs- oder Verhaltensstörer). Daneben existiert auch die Möglichkeit, sich an den Eigentümer oder Besitzer einer Sache zu wenden, von der eine Gefahr ausgeht (Zustandsstörer). Ist weder ein Verursacher noch ein Eigentümer oder Besitzer greifbar, besteht sogar die Möglichkeit, Dritte zur Gefahrenbeseitigung zu verpflichten, die ansonsten an der ganzen Sache unbeteiligt sind (Nichtstörer). Solche Fälle sind allerdings eher selten, da sie u. a. einen Entschädigungsanspruch des Betroffenen begründen können. Ist keine Person greifbar, die die Gefahr beseitigen kann oder nicht rechtzeitig beseitigen könnte, besteht für die Ordnungsbehörde immer noch die Möglichkeit, selbst einzuschreiten und die Gefahr zu beseitigen (Ersatzvornahme).